# Leggi di Norimberga

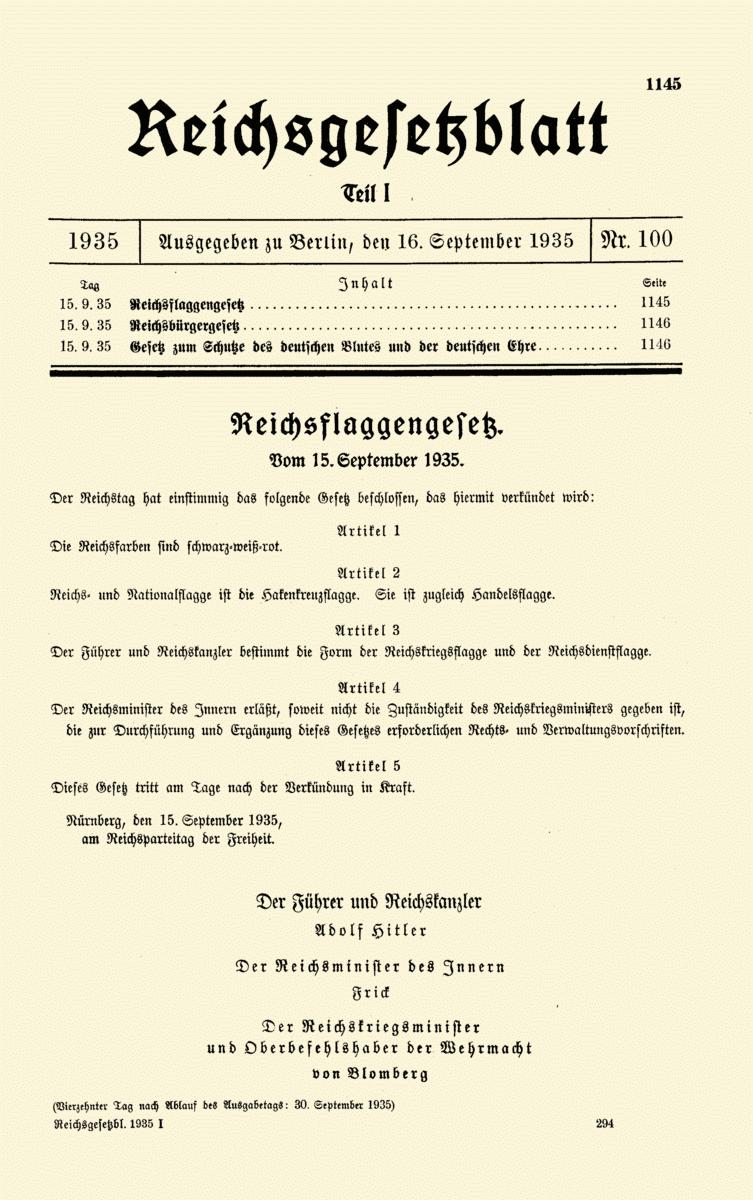
Frontespizio del Reichsgesetzblatt, parte I Nr. 100, sul quale vennero pubblicate il 16 settembre 1935 le tre leggi

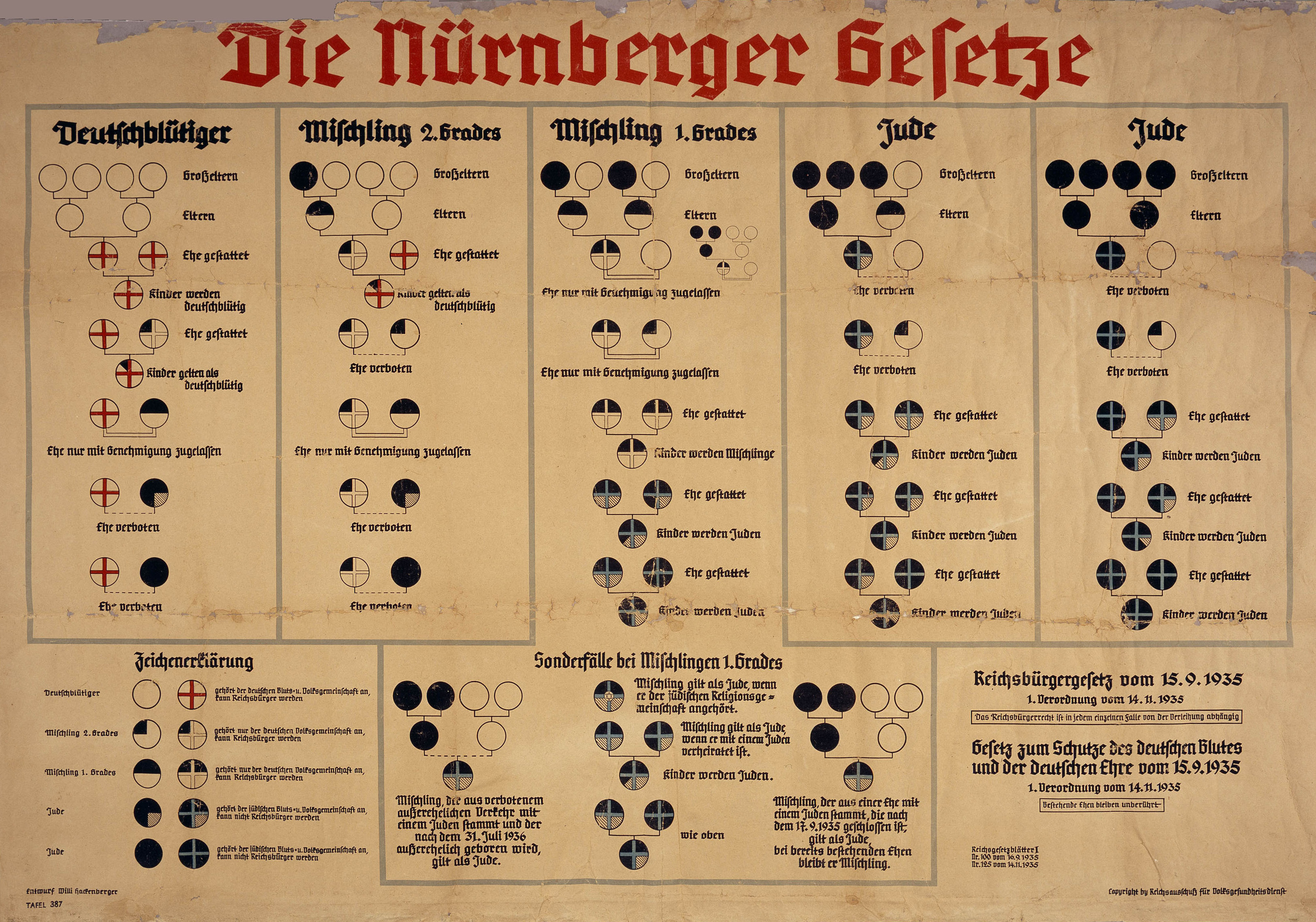
Tavola illustrata del Blutschutzgesetz (1935)

È detto Leggi di Norimberga (in tedesco: Nürnberger Gesetze) l'insieme di tre leggi emanate il 15 settembre 1935 al Reichstag dal Partito Nazionalsocialista, convocato a Norimberga in occasione del 7º Raduno.
Le leggi comprendevano:
- la "legge per la protezione del sangue e dell'onore tedesco" (RGBl. I S. 1146);
- la "legge sulla cittadinanza del Reich" (RGBl. I S. 1146);
- la "legge sulla bandiera del Reich", promulgata anch'essa in quella data e inclusa nella definizione delle "leggi di Norimberga", anche se orientamenti dell'epoca tendevano a non comprenderla.

Tutte e tre le leggi vennero pubblicate sul Reichsgesetzblatt, Parte I Nr. 100, il 16 settembre del 1935 con la postilla "in occasione del raduno della libertà" (am Reichsparteitag der Freiheit); furono abrogate il 20 settembre 1945 dalla Legge n. 1 della Commissione alleata di controllo.

## Legge per la protezione del sangue e dell'onore tedesco
La legge per la protezione del sangue e dell'onore tedesco proibiva i matrimoni tra ebrei e non ebrei. Lo scopo era il mantenimento "della purezza del sangue tedesco", uno dei capisaldi dell'ideologia nazionalsocialista. Infrazioni alla legge erano considerate reato di oltraggio razziale (Rassenschande) e punite con il carcere. Le sanzioni per i rapporti tra ebrei e non ebrei erano previste solo per gli uomini, non per le donne.
Nel paragrafo 3 della legge, che entrò in vigore il 1º gennaio 1936, si vietava agli ebrei di prendere a servizio domestiche di sangue tedesco di età inferiore ai 45 anni.
Il 15 novembre 1935, poco dopo la pubblicazione delle leggi razziali, venne pubblicata una prima direttiva per la protezione del sangue in cui si stabiliva che un "mezzo ebreo" potesse sposare una persona di sangue tedesco o una ebrea per un quarto solo con autorizzazione espressa. Le richieste in questo senso furono, però, per lo più respinte e dopo il 1942 e per tutta la durata della guerra non vennero nemmeno più ammesse. I matrimoni tra due persone ebree per un quarto non dovevano essere ammessi; potevano per contro sposarsi tedeschi e ebrei per un quarto sulla base del presupposto del mantenimento del "prezioso sangue ariano", mentre il sangue ebreo, vista la scarsa percentuale, si sarebbe perso nel corso delle generazioni.
Il paragrafo 6 di questa direttiva estendeva il divieto di matrimonio ad altri gruppi: dovevano essere evitati tutti i matrimoni che avrebbero messo in pericolo la "purezza del sangue tedesco". In una circolare venivano elencati "zingari, negri e i loro bastardi".
Nel paragrafo 4 la legge vietava agli ebrei l'esposizione della bandiera e dei colori del Reich; la sanzione prevedeva il carcere fino a un anno. Non era però proibita l'esposizione di "colori ebrei".
Già nel febbraio 1935 la Gestapo, senza un presupposto legale, aveva proibito l'utilizzo della bandiera a croce uncinata agli ebrei; in aprile seguì una direttiva del Ministero degli interni. In questo modo si voleva evitare che aziende ebree potessero nascondersi dietro i simboli del Reich e sembrare "ariane".

## Legge sulla cittadinanza del Reich
La legge sulla cittadinanza del Reich prevedeva la divisione della popolazione in "cittadini del Reich" (Reichsbürger), cioè cittadini di sangue tedesco o simile, e semplici appartenenti allo stato, cioè i "membri di razze estranee". Venne di fatto stabilita una società divisa in due classi: cittadini con pieni poteri politici e persone con poteri e diritti limitati.
La creazione di una classe privilegiata, in quanto "di sangue tedesco o simili", pose le basi per la futura progressiva riduzione dei diritti dell'altra classe: questo era infatti lo scopo principale di questa legge. Nella legge stessa non vengono per altro mai nominati gli ebrei; due mesi dopo venne, però, emanato il primo decreto attuativo, che traduceva con precisione nella pratica il contenuto della legge, fornendo delle definizioni di "ebreo" su base genealogica. Venne infatti dichiarato "ebreo" chi aveva almeno tre nonni ebrei e "meticcio ebreo" (jüdischer Mischling) chi aveva uno o due nonni ebrei.
Ai fini della definizione di "ebreo" rilevava la razza dei nonni, indipendentemente dalla religione della persona stessa, mentre nella classificazione in "meticcio ebreo", nel caso di meticcio di primo grado (i cosiddetti Halbjuden, mezzi ebrei, cioè coloro che avevano due nonni ebrei), se questo era sposato con una persona ebrea rientrava a sua volta nella classificazione di "ebreo" (erano i cosiddetti Geltungsjuden, un termine apparso per la prima volta nel 1942).
Tutti coloro che erano classificati come "ebrei" non potevano essere "cittadini del Reich"; venne quindi tolto loro il diritto di voto e vennero esclusi dal pubblico impiego.
In poco tempo questa legge divenne uno strumento di progressiva riduzione dei diritti, aumento dei divieti ed emarginazione per la popolazione classificata come "ebrea" e nei dodici successivi regolamenti attuativi (dal 21 dicembre 1935 al 1º luglio 1943) vennero regolamentati e prescritti:
- il licenziamento degli ultimi funzionari pubblici e notai
- il divieto di esercizio per medici, dentisti, veterinari, farmacisti e avvocati
- l'obbligo di segnalazione e schedatura delle attività artigiane
- l'obbligo di iscrizione alla Reichsvereinigung der Juden in Deutschland, un'associazione sotto il controllo della Gestapo, e il conseguente scioglimento di qualsiasi altra associazione o organizzazione ebrea
- l'esclusione dall'assistenza sanitaria e dalle scuole pubbliche
- la perdita della cittadinanza in caso di espatrio e contestualmente il sequestro del patrimonio
- il sequestro del patrimonio in caso di decesso
- la giurisdizione della Gestapo e non della giustizia civile

## Legge sulla bandiera del Reich

La bandiera della Germania (1935-1945)

La legge sulla bandiera del Reich stabiliva che la croce uncinata diventasse il simbolo sulla bandiera del Reich e autorizzava il Ministero degli interni alla pubblicazione di ulteriori direttive.
Presupposto per questa legge fu un episodio accaduto a New York, in cui alcuni portuali avevano strappato la bandiera con la svastica dal transatlantico Bremen ormeggiato in porto. L'atto rimase impunito, perché non si trattava di un oltraggio alla bandiera di uno stato.
Con la legge sulla bandiera si stabilivano in maniera definitiva i colori del Reich e della bandiera. I colori del Reich erano nero, bianco e rosso. Contestualmente venne dichiarata bandiera del Reich la bandiera con la croce uncinata, che divenne bandiera di stato e bandiera civile.